# 하시모토 사토시
하시모토 사토시(橋本さとし, 1966년 4월 26일 ~ )는 일본의 가수, 배우, 성우이다. 오사카부 히라카타시 출신. 오사카 예술대학 예술학부 무대예술학사.

## 방송
- 블랙 페앙
- 파파카츠
- 정령의 수호자 시즌2
- 지지 않는 태양
- 비서 카이바라와 6명의 수상한 손님
- 나니와의 만찬

## 영화
- 센과 치히로의 행방불명: 라이브 온 스테이지 (2022년) - 가마 할아범 역 (공연)
- 신해석 삼국지 (2020년) - 관우 역
- 비서 카이바라와 6명의 수상한 손님 (2016년)
- 땅강아지 (2016년)
- 지지 않는 태양 (2016년)
- 레드 크로스 ~여자들의 소집 영장~ (2015년)
- 변두리 로켓 (2015년)
- 예고범 -THE PAIN- (2015년) - 타부치 유조 역
- 사쿠라호사라 (2014년)
- 흑집사: 악마와의 계약 (2014년)
- 라스트 신데렐라 (2013년) - 켄이치 역
- 고스트: 보이지 않는 사랑 (2010년)
- 게게게 노 키타로 (2007년) - 쿠코 역
- 스가타 산시로 (2007년)
- 마이코 한!!! (2007년)
- 도쿄 좀비 (2005년) - 동가이라 역
- 화이트아웃 (2000년)
- 스코어 2: 더 빅 파이트 (1999년)
- 소년탐정 김전일 - 상하이 인어 전설 (1997년)
- 신 야쿠자의 아내들: 반한다면 지옥 (1994년)